# مایکل سمانیک
مایکل سمانیک (انگلیسی: Michael Semanick؛ زادهٔ ۱۹۶۳ میلادی) یک مهندس صدای اهل ایالات متحده آمریکا است.